# Горностаи
Горноста́и — шляхетский род Великого княжества Литовского.
Родоначальник этого дворянского рода — Роман Ивашкович Горностай (бел. Раман Івашкавіч‎), который с 1487 по 1493 год был наместником овручским. Из внуков его Иван Горностай (пол. Iwan Hornostaj‎; ум. в 1558 году) был воеводой новогрудским и подскарбием великого князя литовского, а Оникей Горностай (укр. Горностай Оникій‎) — маршалком королевским (1555 год). Сын Ивана Горностая Гавриил Иванович был минским и берестейским воеводой, каменецким и минским старостой. Ещё один представитель рода Самуил Иеронимович Горностай, адепт кальвинизма и подкоморий киевский, участвовал в войне с Россией, разгромил Чернигов, погиб в боях под Москвой в 1618 году.
Род Горностаев угас в первой половине XVII века.